# Stari Broskiwci
Stari Broskiwci (ukr. Старі Бросківці) – wieś na Ukrainie, w obwodzie czerniowieckim, w rejonie czerniowieckim, w hromadzie Kamjana. W 2001 liczyła 2503 mieszkańców.